# Albatros cuacurt
L'albatros cuacurt (Phoebastria albatrus) és un gran ocell marí de la família dels diomedeids (Diomedeidae) que habita al Pacífic.

## Hàbitat i distribució
D'hàbits pelàgics, actualment només cria a l'illa Torishima, del grup de les illes Izu, dispersant-se principalment pel quadrant nord-occidental del Pacífic.